# NGC 7133
NGC 7133 je jedan do danas nepotvrđen objekt u zviježđu Cefeju. Svim promatranjima poslije nije na tom položaju uočen nikoji objekt.

## Vanjske poveznice
- (engl.) SEDS: NGC 7133
- (engl.) Hartmut Frommert: Revidirani Novi opći katalog
- (engl.) Izvangalaktička baza podataka NASA-e i IPAC-a
- (engl.) Astronomska baza podataka SIMBAD
- (engl.) VizieR
- DSS-ova slika NGC 7133  Arhivirana inačica izvorne stranice od 30. ožujka 2016. (Wayback Machine)
- (engl.) Auke Slotegraaf: NGC 7133 Deep Sky Observer's Companion
- (engl.) Courtney Seligman: Objekti Novog općeg kataloga: NGC 7100 - 7149